# Zamość (powiat koniński)
Zamość – wieś w Polsce położona w województwie wielkopolskim, w powiecie konińskim, w gminie Wierzbinek, na prawym brzegu Noteci.
W latach 1975–1998 miejscowość należała administracyjnie do województwa konińskiego.